# Петрове (Мядельський район)
Петрове (біл. вёска Петровае) — село в складі Мядельського району Мінської області, Білорусь. Село підпорядковане Старогабській сільській раді, розташоване в північній частині області.